# Blake Lewis
Blake Colin Lewis (sinh ngày 21 tháng 7 năm 1981) là ca sĩ, nhạc sĩ và beatboxer người Mỹ. Blake còn đứng hạng nhì American Idol lần thứ sáu.

## Tiểu sử
Lewis sinh tại Redmond, Washington con của Dallas và Dinah Lewis. Dinah là ca sĩ nhạc rock hiện nay bà vẫn còn hát và chơi đàn Guitar. Blake là con một và mang ba dòng máu Welsh, German và Irish. Anh từng học trường Kenmore Junior High và Inglemoor High. Ở trường, Lewis từng tham gia rất nhiều cuộc thi và nhiều vở nhạc kịch.
Lewis bắt đầu beatboxing lúc mười bảy tuổi. Anh chủ yếu học bằng cách nghe dỉa CD beatboxing. Ngoài ca hát và beatboxing, Blake còn chơi Guitar, keyboard, trống và sáng tác một vài bài hát như "She Loves the Way", "Emotional Waterfalls", "Dumpty Humpty" và "Jealousy".
Trở thành thành viên ban nhạc cappella KickShaw trong bốn năm sau khi tốt nghiệp năm 1998, Lewis cùng nhóm phát hành album 'Put It In the Microphone' nhưng sau đó anh tách nhóm và phát triển sự nghiệp solo năm 2002, lấy nghệ danh là Bshorty. Trước khi tham gia American Idol, anh đang thu âm một album.

## Sự nghiệp

### 2007: A.D.D. (Audio Day Dream)
Hãng đĩa Arista Records/19 Recordings chính thức thông báo vào ngày 12 tháng 4 năm 2007 album A.D.D. (Audio Day Dream) sẽ phát hành. Đây là album đầu tiên của Lewis, album pha trộng nhiều thể loại nhạc như electronic, pop, rock, hip hop, R&B, soul... Để hoàn thành album, anh đã bắt đầu thu âm từ ngày 18 tháng 6. "Break Anotha", đĩa đơn đầu tiên trích từ album A.D.D. phát sóng trên radio ngày 30 tháng 10 và trên iTunes Music Store ngày 13 tháng 11.

## Âm nhạc

### Album
| Thông tin |
| --- |
| A.D.D. (Audio Day Dream) - Phát hành: 4 tháng 12 năm 2007 (U.S., CAN) - Doanh số tại Mỹ: 210.500 (tới ngày 26 tháng 12 năm 2007) - RIAA certification: TBA - Xếp hạng: #10 (Billboard 200) |

### EP
| Thông tin |
| --------- |
| Blake Lewis - EP - Phát hành: 22 tháng 5 năm 2007 (U.S.) - Doanh số tại Mỹ: 41.000 (Tới ngày 17 tháng 7 năm 2007) - RIAA certification: N/A - Xếp hạng: #3 (Billboard Top Digital Albums chart)          |

### Đĩa đơn
| Năm  | Tên                        | Vị trí trên BXH | Vị trí trên BXH | Vị trí trên BXH | Album                    |
| Năm  | Tên                        | U.S. Hot 100    | U.S. Pop 100    | CAN Hot 100     | Album                    |
| ---- | -------------------------- | --------------- | --------------- | --------------- | ------------------------ |
| 2007 | "You Give Love a Bad Name" | 18              | 20              | 47              | Blake Lewis EP           |
| 2007 | "Break Anotha"             | 110             | 85              | -               | A.D.D. (Audio Day Dream) |
| 2008 | "How Many Words"           | TBR             | TBR             | TBR             | A.D.D. (Audio Day Dream) |